# Modus ponens
Modus ponens («правило вывода»): если {\displaystyle A} и {\displaystyle A\to B} — выводимые формулы, то {\displaystyle B} также выводима.
Форма записи: {\displaystyle {\tfrac {A,\;A\to B}{B}}}, где {\displaystyle A,B} — любые формулы.
Правило вывода модус поненс, обычно называемое правилом отделения или гипотетическим силлогизмом, позволяет от утверждения условного высказывания {\displaystyle A\to B} и утверждения его основания {\displaystyle A} (антецедента) перейти к утверждению следствия {\displaystyle B} (консеквента). Например, если нечто является металлом, то оно проводит ток ({\displaystyle A\to B}), цинк является металлом ({\displaystyle A}), значит, цинк проводит ток ({\displaystyle B}). Обратное утверждение не всегда верно: никель и морская вода проводят ток, но никель — металл, а морская вода не металл. Итого, если из {\displaystyle A} следует {\displaystyle B}, и {\displaystyle B} — истинно, то {\displaystyle A} может быть как истинно, так и ложно.
Modus ponens — правило вывода в исчислении высказываний. Является частным случаем правила резолюций.